# Königlich Schwedische Akademie für Forst- und Landwirtschaft

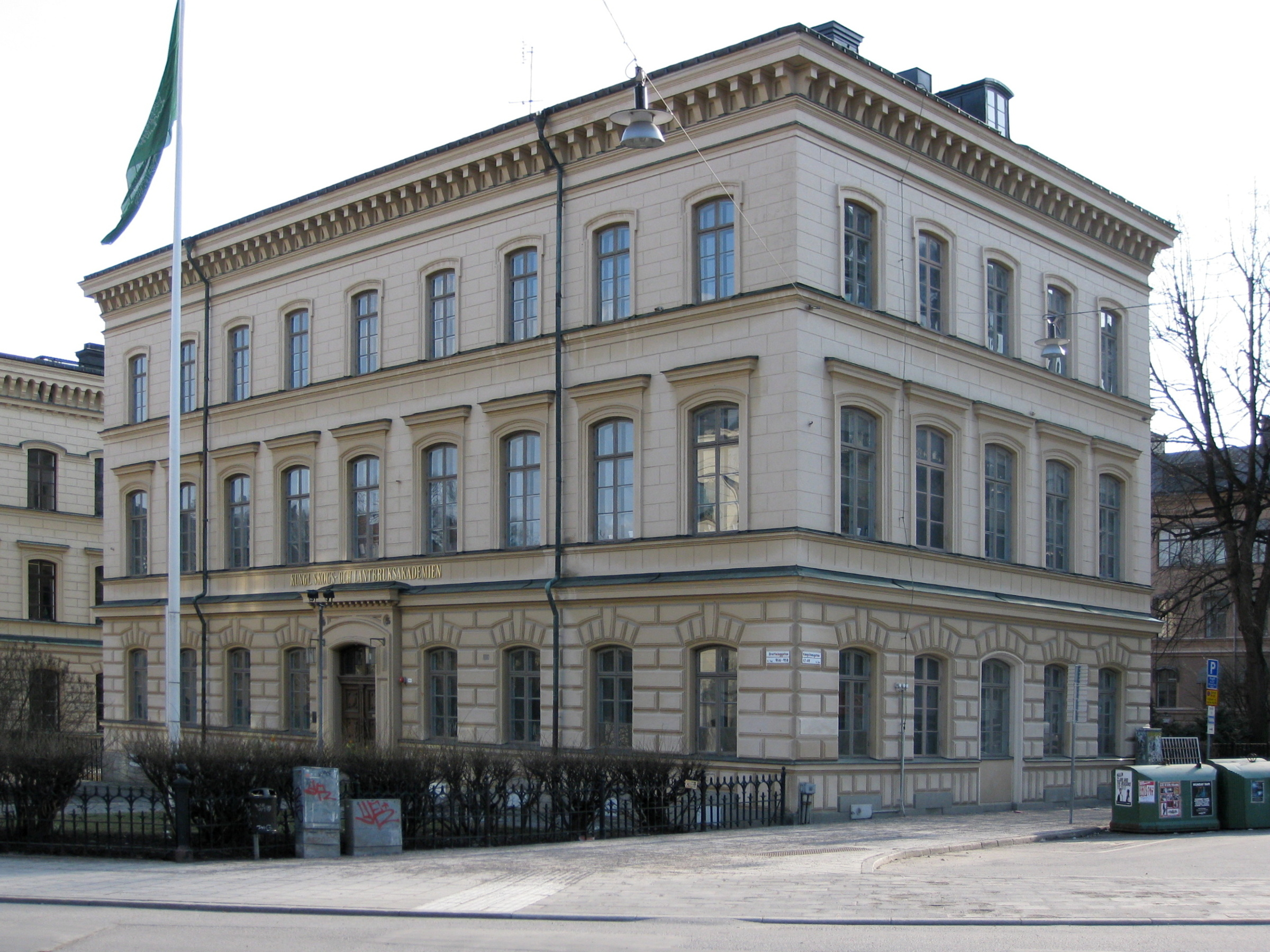
Akademiegebäude in Stockholm

Die Königlich Schwedische Akademie für Forst- und Landwirtschaft (Kungliga Skogs- och Lantbruksakademien (KSLA), früher Kungliga Lantbruksakademien) ist eine der königlichen Akademien in Schweden. Sie wurde 1813 auf Initiative des Kronprinzen Karl gegründet, um den Zentralbehörden Hilfsdienste zu leisten. Ihr heutiger Sitz ist in der Drottninggatan 95 in Stockholm.
Seit 1956 wurde auch die Forstwirtschaft in den Namen aufgenommen. Heute ist die Akademie eine unabhängige Einrichtung, die Forst- und Landwirtschaft und verwandte Gebiete mit Wissenschaft und praktischer Erfahrung unterstützt.